# People, Places, Things
People, Places, Things is een Amerikaanse film uit 2015, geschreven en geregisseerd door James C. Strouse. De film ging in première op 26 januari op het Sundance Film Festival in de U.S. Dramatic Competition.

## Verhaal
Schrijver en tekenaar Will Henry leeft gescheiden in een kleine studio in Astoria (New York) nadat hij zijn vrouw Charlie betrapt heeft met een andere man. Hij ziet zijn tweelingdochters enkel in de weekends en Charlie geeft hem de schuld van het falen van hun huwelijk. Hij sleept zich voort in het leven terwijl hij les geeft aan een groep studenten. Een van de studenten raadt hem aan nieuwe mensen te leren kennen zodat hij de vrouw kan los laten die hem verlaten heeft.

## Rolverdeling
| Acteur            | Personage  |
| ----------------- | ---------- |
| Jemaine Clement   | Will Henry |
| Regina Hall       | Diane      |
| Stephanie Allynne | Charlie    |
| Jessica Williams  | Kat        |
| Michael Chernus   | Gary       |